# Jan Čerskij
Jan Stanisław Franciszek Čerskij (3 maggio 1845 – 25 giugno 1892) è stato un paleontologo, geografo, geologo, osteologista ed esploratore polacco che esplorò la Siberia..
Fu esiliato a Transbaikal per aver partecipato alla rivolta di Gennaio del 1863. Scienziato autodidatta, ricevette tre medaglie d'oro dalla Società geografica russa, ed il suo nome fu dato ad un paese, due catene montuose, numerose vette ed altri luoghi. Redasse la prima mappa del lago Bajkal e morì durante una spedizione a Kolyma.

## Biografia
Figlio di Dominik e Xenia Čerskij, di nobile famiglia (szlachta), nacque il 3 maggio 1845 a Swolna, nell'odierno distretto di Verchnjadzvinsk, allora governatorato di Vitebsk dell'impero russo (oggi regione di Vicebsk in Bielorussia). All'età di 18 anni, da studente delle superiori di Vilnius (presso lo Instytut Szlachecki) prese parte alla rivolta di gennaio (1863-1864). Fu catturato e fatto prigioniero il 28 aprile 1863, gli fu tolto il titolo nobiliare e le sue terre furono date ad un'altra famiglia leale al governo russo. Čerskij fu poi forzosamente coscritto nell'esercito imperiale ed esiliato in Siberia (a Blagoveščensk nei pressi del fiume Amur) dalle autorità russe.
Non si trasferì mai a Blagoveščensk e fu distaccato in servizio presso Omsk. In questo periodo fu preso da due polacchi (Marczewski e Kwiatkowski) e visse in esilio nella regione di Omsk assieme ad un geografo russo, Grigorij Nikolaevič Potanin. Si appassionò della storia naturale della regione. Gli fu fornita un'ampia letteratura sulla Siberia e sulle scienze naturali, e nel tempo libero studiò da autodidatta svolgendo la sua prima ricerca.
Dopo il congedo nel 1869 non ricevette il permesso di fare ritorno a casa, essendo un esiliato politico. Gli fu rifiutata l'iscrizione all'università, furono rigettate le sue pubblicazioni ed anche il suo primo tentativo di entrare a far parte della Società geografica russa. Per i successivi due anni fu obbligato a lavorare come insegnante a Omsk, visto che gli fu vietato di abbandonare la zona.
Nel 1871 ricevette il permesso di trasferirsi a Irkutsk. Qui incontrò altri esuli polacchi trasformati in professori: Aleksander Czekanowski e Benedykt Dybowski. Con il loro aiuto (Czekanowski ne è considerato il mentore) entrò nella Società geografica russa, ottenne un lavoro al museo locale e prese parte a numerose spedizioni, facendo esperienza e diventando importante. Prese parte a spedizioni nei monti Sajany, nelle valli del fiume Irkut e del fiume Tunguska Inferiore. In quattro spedizioni (1877-1881) Čerskij esplorò la valle del Selenga e pubblicò uno studio sul lago Bajkal, descrivendone le origini e presentando la struttura geologica della Siberia orientale.
Forse la più famosa di queste spedizioni fu lo studio della struttura geologica della costa del lago Bajkal. Il risultato fu la prima mappa geologica della costa, mappa per la quale Čerskij fu decorato con una medaglia d'oro dell'Accademia russa delle scienze (ne ricevette in tutto tre durante la sua carriera) e con un premio internazionale a Bologna, in Italia. Nella sua ultima opera Čerskij avanzò l'ipotesi di effettuare un rilievo (1878) ed offrì una delle sue prime analisi della tettonica dell'Asia centrale (1886) fungendo da pioniere della teoria dell'evoluzione geomorfologica.
Nel 1878 sposò Marfa Pavlovna Ivanova, nativa della Siberia. Nel 1883 ottenne la grazia dal governo russo, ed in seguito gli fu concesso di nuovo il titolo nobiliare. Abitò a Irkutsk fino al 1886, lavorando nel dipartimento della Siberian orientale della Società geografica russa. Nel 1886 si ammalò (peggiorò la tubercolosi e subì una paralisi parziale) e gli fu concesso di trasferirsi a San Pietroburgo, dove entrò a fare parte dell'Accademia delle Scienze di San Pietroburgo. Trovò comunque il tempo durante il viaggio da Irkutsk a San Pietroburgo per documentare attentamente i dettagli geologici del tragitto. In questo periodo fu messo a capo di una spedizione che esplorò i bacini di Jana, Indigirka e Kolyma. Raccolse e catalogò oltre 2500 ossa antiche, pubblicando una grande opera sui mammiferi del quaternario nel 1888, seguita da una ancora più grande sui reperti dei mammiferi siberiani nel 1891.
Morì il 25 giugno 1892 durante una spedizione sui fiumi Kolyma, Jana e Indigirka. Fu sepolto nei pressi del fiume Omolon.

## Retaggio
Il suo nome fu dato a molti luoghi in Siberia, compresi i monti Čerskij e l'insediamento di Čerskij nella Sacha-Jacuzia. Altre montagne prendono un nome simile nell'oblast' di Čita, la Čerskij (2572 m) nei Monti del Bajkal, il picco Čerskij (2090 m), uno dei più alti della catena del Chamar-Daban, il passo Čerskij nelle stese montagne, la pietra Čerskij (728 m), un picco nei pressi di Listvyanka, la valle Čerskij e l'altopiano Čerskij nei monti Sajany, una cascata nei pressi del lago Bajkal, un vulcano inattivo nella valle del Tunkinsk e Čerskij, un sito archeologico nei pressi di Irkutsk dove sono stati scoperti antichi resti umani. Tre specie prendono il suo nome: Osteolepis Tscherskii (pesce), Leperditia Czerskii (crostaceo) e Polyptchites Tscherskii (ammonite).
Esiste via Jonas Čerskis a Vilnius, in Lituania.